# Профанирование костёлов в Польше
Профанирование костёлов в Польше (от лат. profano — лишаю святости) — происходивший в ходе Реформации в Польше стихийный процесс захвата церковных земель и имущества светским дворянством лютеранского и кальвинистского вероисповедания. Получило особое развитие в 40 — 50-е годы XVI столетия. Изданный королём Сигизмундом II Августом в 1557 году специальный указ о запрещении «Профанирования костёлов» протестантами принят во внимание не был. Завершился лишь с усилением католической Контрреформации в 60-х — 70-х годах XVI века.